# Campionat britànic de trial 1981
La temporada de 1981 del Campionat britànic de trial fou la 32a edició d'aquest campionat, organitzat per l'ACU. El calendari oficial constava de 10 proves puntuables, celebrades entre l'1 de febrer i el 15 de novembre.

## Classificació final
| Posició | Pilot            | Motocicleta    | Punts |
| ------- | ---------------- | -------------- | ----- |
| 1       | Malcolm Rathmell | Montesa        | 119   |
| 2       | John Reynolds    | Suzuki/Bultaco | 108   |
| 3       | Martin Lampkin   | SWM            | 66    |
| 4       | Nigel Birkett    | Fantic         | 56    |
| 5       | Peter Cartwright | Italjet        | 56    |
| 6       | Chris Sutton     | Montesa        | 38    |
| 7       | John Lampkin     | SWM            | 36    |
| 8       | Mick Andrews     | Yamaha         | 33    |
| 9       | Rob Shepherd     | Yamaha         | 32    |
| 10      | Chris Clarke     | Montesa        | 29    |